# Rui Patrício
Rui Pedro dos Santos Patrício (Marrazes, Leiria, 15 de febrer de 1988) és un jugador professional de futbol portuguès que juga com a porter per l'Al Ain i la selecció de futbol de Portugal. De vegades rep el renom de "São Patrício" (St. Patrici).